# Anyphaena pusilla
Anyphaena pusilla là một loài nhện trong họ Anyphaenidae.
Loài này thuộc chi Anyphaena. Anyphaena pusilla được Elizabeth Bangs Bryant miêu tả năm 1948.